# Coupe d'Asie des vainqueurs de coupe de football 1994-1995
Navigation
Édition précédente Édition suivante
La Coupe d'Asie des vainqueurs de coupe 1994-1995 est la cinquième édition de la Coupe d'Asie des vainqueurs de coupe de football, compétition organisée par l'AFC. Elle oppose les vainqueurs des Coupes nationales des pays asiatiques lors de rencontres disputées en matchs aller-retour, à élimination directe.
Cette saison voit le sacre du club japonais des Yokohama Flügels qui bat les Émiratis d'Al Sha'ab Sharjah. C'est le tout premier succès en Coupe d'Asie pour le club et le troisième pour un club nippon.

## Résultats

### Premier tour

#### Asie centrale
- Matchs disputés à Taraz, au Kazakhstan.

| Rang | Équipe             | Pts | J | G | N | P | Bp | Bc | Diff |  | Résultats (▼ dom., ► ext.) |  |     |     |      |     |
| ---- | ------------------ | --- | - | - | - | - | -- | -- | ---- |  | -------------------------- |  | --- | --- | ---- | --- |
| 1    | FK Taraz           | 12  | 4 | 4 | 0 | 0 | 27 | 3  | +24  |  | FK Taraz                   |  | 3-0 | 8-1 | 8-1  | 8-1 |
| 2    | Pakhtakor Tachkent | 9   | 4 | 3 | 0 | 1 | 19 | 4  | +15  |  | Pakhtakor Tachkent         |  |     | 4-0 | 10-0 | 5-1 |
| 3    | Merw Mary          | 6   | 4 | 2 | 0 | 2 | 5  | 13 | -8   |  | Merw Mary                  |  |     |     | 1-0  | 3-1 |
| 4    | Ravshan Kulob      | 3   | 4 | 1 | 0 | 3 | 3  | 19 | -16  |  | Ravshan Kulob              |  |     |     |      | 2-0 |
| 5    | FC Alay            | 0   | 4 | 0 | 0 | 4 | 3  | 18 | -15  |  | FC Alay                    |  |     |     |      |     |

#### Asie du Sud
- Matchs disputés à Colombo, au Sri Lanka.

| Rang | Équipe                       | Pts | J | G | N | P | Bp | Bc | Diff |  | Résultats (▼ dom., ► ext.) |  |     |     |
| ---- | ---------------------------- | --- | - | - | - | - | -- | -- | ---- |  | -------------------------- |  | --- | --- |
| 1    | East Bengal Club             | 2   | 2 | 1 | 0 | 1 | 5  | 2  | +3   |  | East Bengal Club           |  | 1-2 | 4-0 |
| 2    | Renown SC                    | 2   | 1 | 1 | 0 | 0 | 2  | 1  | +1   |  | Renown SC                  |  |     | ??? |
| 3    | Club Lagoons                 | 0   | 1 | 0 | 0 | 1 | 0  | 4  | -4   |  | Club Lagoons               |  |     |     |
| 4    | Champion du Pakistan forfait |     |   |   |   |   |    |    |      |  |                            |  |     |     |

Le résultat du match entre Renown SC et Club Lagoons est inconnu, mais on sait que East Bengal Club et Renown SC sont qualifiés pour la suite de la compétition.

### Deuxième tour

#### Asie de l'Ouest
| Équipe 1             | Résultat | Équipe 2            | Aller | Retour |
| -------------------- | -------- | ------------------- | ----- | ------ |
| Qadsia Sporting Club | 2 - 1    | Al Oruba Sur        | 2 - 0 | 0 - 1  |
| forfait Al Faisaly   | -        | Al-Tilal SC forfait | -     | -      |

#### Asie de l'Est
| Équipe 1        | Résultat | Équipe 2         | Aller | Retour |
| --------------- | -------- | ---------------- | ----- | ------ |
| TOT FC          | 4 - 1    | East Bengal Club | 4 - 1 | -      |
| Kuala Lumpur FA | 7 - 1    | MS ABDB          | 5 - 1 | 2 - 0  |

### Huitièmes de finale

#### Asie de l'Ouest
| Équipe 1            | Résultat      | Équipe 2             | Aller | Retour |
| ------------------- | ------------- | -------------------- | ----- | ------ |
| Al Sadd Sports Club | 2 - 0         | Qadsia Sporting Club | 2 - 0 | -      |
| Al Muharraq Club    | 2 - 6         | Al Ittihad           | 1 - 3 | 1 - 3  |
| Jonoob Ahvaz        | 1 - 1 5-4 tab | FK Taraz             | 1 - 0 | 0 - 1  |
| Al Bourj            | 1 - 5         | Al Sha'ab Sharjah    | 0 - 1 | 1 - 4  |

#### Asie de l'Est
| Équipe 1        | Résultat | Équipe 2        | Aller | Retour |
| --------------- | -------- | --------------- | ----- | ------ |
| Kuala Lumpur FA | -        | Gelora Dewata   | 2 - 1 | 0 - 2  |
| Renown SC       | 0 - 6    | Instant-Dict FC | 0 - 2 | 0 - 4  |
| TOT FC          | 8 - 2    | Đà Nẵng Club    | 5 - 2 | 3 - 0  |

- Le club de Yokohama Flügels est exempt et accède directement aux quarts de finale.

### Quarts de finale

#### Asie de l'Ouest
| Équipe 1          | Résultat | Équipe 2            | Aller | Retour |
| ----------------- | -------- | ------------------- | ----- | ------ |
| Al Ittihad        | 2 - 0    | Al Sadd Sports Club | 0 - 0 | 2 - 0  |
| Al Sha'ab Sharjah | 1e - 1   | Jonoob Ahvaz        | 0 - 0 | 1 - 1  |

#### Asie de l'Est
| Équipe 1        | Résultat | Équipe 2         | Aller | Retour |
| --------------- | -------- | ---------------- | ----- | ------ |
| Instant-Dict FC | 3 - 4    | Yokohama Flügels | 2 - 1 | 1 - 3  |
| TOT FC          | 5 - 3 ap | Kuala Lumpur FA  | 2 - 1 | 3 - 2  |

### Phase finale
L'ensemble des rencontres est disputé à Charjah, aux Émirats arabes unis du 20 au 22 janvier 1995.

#### Demi-finales
| Équipe 1          | Résultat      | Équipe 2   |
| ----------------- | ------------- | ---------- |
| Yokohama Flügels  | 4 - 2         | TOT FC     |
| Al Sha'ab Sharjah | 1 - 1 4-3 tab | Al Ittihad |

#### Match pour la3eplace
| Équipe 1   | Résultat      | Équipe 2 |
| ---------- | ------------- | -------- |
| Al Ittihad | 1 - 1 4-2 tab | TOT FC   |

#### Finale
| 22 janvier 1995 | Yokohama Flügels  | 2 - 1 ap | Al Sha'ab Sharjah | Charjah |  |
|                 | Watanabe 37e, 95e |          | Keita 74e         |         |  |